# Вазоспазам
Васоспазам је стање у којем артеријски спазам (грч) доводи до вазоконстрикције. Он може довести до исхемије ткива (недовољног протока крви) и смрти ткива (некрозе).
Уз физички отпор (зачепљења крвног суда) или због атеросклерозе, вазоспазам је главни узрок исхемије.
Церебрални вазоспазам може настати у контексту субарахноидалног крварења као симптоматски вазоспазам (или одложена церебрална исхемија ), где је главни фактор који доприноси постоперативном можданом удару и морталитету. Вазоспазам се обично појављује након 4 до 10 дана од субарахноидалног крварења, међутим однос између радиолошког артеријског спазма (спазма виђеног на ангиографији) и клиничког неуролошког погоршања је нијансиран и неизвестан. 

## Патофизиологија
Нормално ендотелне ћелије ослобађају простациклин и азот оксид (НО) који изазивају опуштање ћелија глатких мишића и смањују агрегацију тромбоцита.  Агрегирајући тромбоцити стимулишу АДП да делује на ендотелне ћелије и помаже им да изазову релаксацију ћелија глатких мишића. Међутим, агрегирајући тромбоцити такође стимулишу тромбоксан А2 и серотонин који могу изазвати контракцију глатких мишићних ћелија. Генерално, релаксације су веће од контракција.
Код атеросклерозе, на прегледу се примећује дисфункционални ендотел, који не стимулише толико простациклина и НО да би изазвали опуштање ћелија глатких мишића. Такође не постоји толика инхибиција агрегације тромбоцита. У овом случају, већа агрегација тромбоцита производи АДП, серотонин и тромбоксан А2. Међутим, серотонин и тромбоксан А2 изазивају већу контракцију ћелија глатких мишића што резултује контракцијом која надмашују опуштање. 

## Компликације
Вазоспазам се може јавити у широком спектру периферних васкуларних корита под слабо разумљивим механизмима. Принцметалова ангина, Биргерова болест, селективни ренални вазоспазам посредован контрастом, хиперкоагулабилност и криоглобулинемија вероватно представљају само неке од познатих делова овог изненадног феномена. Исхемија у срцу због продуженог коронарног вазоспазма може довести до ангине пелторис, инфаркта миокарда, па чак и смрти. 
Вазоспазам у шакама и прстима услед продуженог излагања вибрацијама (30 – 300 Хз)  може довести до синдрома вибрације шака/руку у којем се губе осећај и ручна спретност. 

### Ангиографија
У ангиографији је пожељнији васкуларни приступ кроз феморалне и аксиларне артерије јер су мање склоне вазоспазму. Док је, брахијална артерија склонија вазоспазму током инструменталног приступа. 

### Загревање од хипотермије
У студији случаја из 2000. године, након операције због трауме главе, пацијент је развио благу хипотермију, типичан одбрамбени механизам који мозак користи да би се заштитио након повреде. Након периода загревања хипотермије, пацијент је умро од повећаног интракранијалног притиска и анизокорије . Узорак цереброспиналне течности и резултати обдукције указали су на церебрални вазоспазам као узрок смрти. 

## Терапија
Појава вазоспазма се може смањити спречавањем настанка атеросклерозе. Ово се може урадити на неколико начина.

### Промена начина живота и контрола фактора ризика
Најважнија терапија је модификације начина живота и  контрола ризика:
- смањење уноса храном липопротеина ниске густине (ЛДЛ),
- престанак пушења,
- физичка активност,
- контрола других фактора ризика, укључујући дијабетес, гојазност и хипертензију.

### Фармаколошка терапија
Фармаколошке терапије укључују хиполипидемијске агенсе, тромболитике и антикоагулансе . Фармаколошке опције за смањење тежине и појаве исхемијских епизода укључују органске нитрате, који се брзо метаболишу да би ослободили азот оксид у многим ткивима,  и класификовани су као дугоделујући (изосорбид динитрат ) или краткотрајни (нитроглицерин са кратким дејством).
Ови лекови делују тако што повећавају нивое азотног оксида у крви и изазивају коронарну вазодилатацију која ће омогућити већи проток крви због смањеног коронарног отпора, омогућавајући повећано снабдевање кисеоником виталних органа (миокарда). Повећање азотног оксида у крви које је резултат ових лекова такође узрокује проширење системских вена што заузврат узрокује смањење венског повратка, вентрикуларног радног оптерећења и радијуса коморе. Сва ова смањења доприносе смањењу напрезања зида коморе, што је значајно јер то доводи до смањења потребе за кисеоником. Генерално, органски нитрати смањују потребу за кисеоником и повећавају снабдевање кисеоником. Управо ова повољна промена у телу може смањити тежину исхемијских симптома, посебно ангине.
Други лекови који се користе за смањење појаве и тежине вазоспазма и на крају исхемије укључују блокаторе калцијумских канала Л типа (посебно нимодипин, као и верапамил , дилтиазем, нифедипин) и антагонисте бета-рецептора (чешће познатије као бета-пропран-блокатори или β- блокатори) . Блокатори калцијумових канала Л-типа могу изазвати дилатацију коронарних артерија, а истовремено смањују потребу срца за кисеоником смањењем контрактилности, откуцаја срца и стреса на зиду. Смањење ова три последња фактора смањује контрактилну силу коју миокард мора да оствари да би постигао исти ниво минутног волумена срца .
Антагонисти бета-рецептора не изазивају вазодилатацију, али попут блокатора калцијумских канала Л-типа, смањују потребу срца за кисеоником. Ово смањење на сличан начин је резултат смањења откуцаја срца, накнадног оптерећења и стреса на зиду.

#### Нежељени ефекти фармаколошке терапије
Као и већина фармаколошких терапијских опција, постоје ризици које треба узети у обзир. За ове лекове, вазодилатација може бити повезана са неким нежељеним ефектима који могу укључивати ортостатску хипотензију, рефлексну тахикардију , главобољу и палпитације. Толеранција се такође може развити током времена због компензационог одговора тела, као и исцрпљивања -СХ група глутатиона које су неопходне за метаболизам лекова у њихове активне облике.
Потенцијални нежељени ефекти:
- Верапамил : хипотензија , брадикардија , констипација
- Дилтиазем : хипотензија, брадикардија, ризик од срчаног блока
- Нифедипин : хипотензија
- Пропранолол : асистолија , напади астме

#### Контраиндикације за фармаколошку терапију
Органске нитрате не треба узимати са ПДЕ5 инхибиторима (тј. силденафилом ) јер и НО и ПДЕ5 инхибитори повећавају цикличне ГМП нивое и збир њихових фармакодинамских ефеката ће знатно премашити оптималне терапијске нивое. Оно што сте могли да видите када узимате оба лека у исто време, што је узроковано много већом индукцијом релаксације глатких мишићних ћелија, укључује озбиљан пад крвног притиска.
Антагонисте бета-рецептора треба избегавати код пацијената са реактивном плућном болешћу да би се избегли напади астме. Такође треба избегавати антагонисте бета-рецептора код пацијената са дисфункцијом АВ чвора и/или пацијената на другим лековима који могу изазвати брадикардију (блокатори калцијумских канала). Потенцијал за ове контраиндикације и интеракција лек-лек може довести до асистоле и срчаног застоја.
Одређене блокаторе калцијумских канала треба избегавати са неким блокаторима бета-рецептора јер могу изазвати тешку брадикардију и друге потенцијалне нежељене ефекте.

### Корективна терапија
Пошто вазоспазам може бити узрокован атеросклерозом и допринети тежини исхемије, постоје неке хируршке опције које могу да поврате циркулацију у овим исхемијским подручјима. Што се тиче коронарног вазоспазма, једна хируршка интервенција, која се назива перкутана коронарна интервенција или ангиопластика, укључује постављање стента на место стенозе у артерији и надувавање стента помоћу балон катетера. Друга хируршка интервенција је бајпас коронарне артерије .